# Potsdamer Platz
Potsdamer Platz er et trafikalt knudepunkt i Berliner-bydelen Tiergarten. Pladsen ligger centralt placeret blot 500 meter syd for Brandenburger Tor og Reichstag og samler det gamle Øst- og Vestberlin. Indtil 1989 gik Berlinmuren igennem pladsen.
Potsdamer Platz er i dag med sine imposante nybyggerier én af de mere markante bypladser i verden, med flere forretningscentre, deriblandt Potsdamer Platz Arkaden samt en række omkringliggende institutioner, der knytter sig til den tyske filmindustri og den årlige Filmfestival i Berlin. Her ligger også Filmmuseum Berlin, der åbnede i 2000, og som viser objekter fra hele den tyske filmhistorie.

## Historie
I starten af det 18. århundrede, hvor Berlin stadig var en lille by, lå pladsen umiddelbart foran bymuren ved Potsdamer-byporten. Byporten kaldtes sådan, fordi porten åbnede for landevejen til byen Potsdam. Allerede dengang var pladsen et trafikknudepunkt for veje, der stødte til fra vest og sydvest.
Udviklingen omkring pladsen tog for alvor fart, da man i 1838 byggede en af Tysklands første banegårde på pladsen, en banegård, der stadig benyttes flittigt, nu også med U-Bahn.
I løbet af de næste hundrede år udviklede pladsen sig til en central plads i Berlin, og den blev en af de mest spektakulære i Europa. I 1924 byggede man pga. den stigende trafik et af Kontinentaleuropas første trafiklys på pladsen.
Bombardementet af Berlin under 2. verdenskrig betød, at over halvdelen af de smukke bygninger omkring pladsen forsvandt, og resten blev stærkt beskadigede. Da Berlin blev delt op i zoner mellem vestligt allierede og Sovjetunionen, kom Potsdamer Platz til at udgøre et samlingspunkt for den britiske, amerikanske og sovjetiske zone. Da den kolde krig langsomt brød ud, blev Potsdamer Platz omdannet fra at være en livlig samlingsplads for den østlige og vestlige del af Berlin til at være et forholdsvist øde grænseområde.
Efter berlinmurens fald i 1989 besluttede man, at pladsen skulle omgives af imposante og hypermoderne bygninger. I dag er pladsen kendt for enorme glashøjhuse og imponerende moderne arkitektur.
52°30′34″N 13°22′33″Ø / 52.50944°N 13.37583°Ø